# Rýnovice
Rýnovice (německy Reinowitz) je částí města Jablonec nad Nisou v okrese Jablonec nad Nisou, kraj Liberecký. Leží na severozápadním okraji města.

## Historie

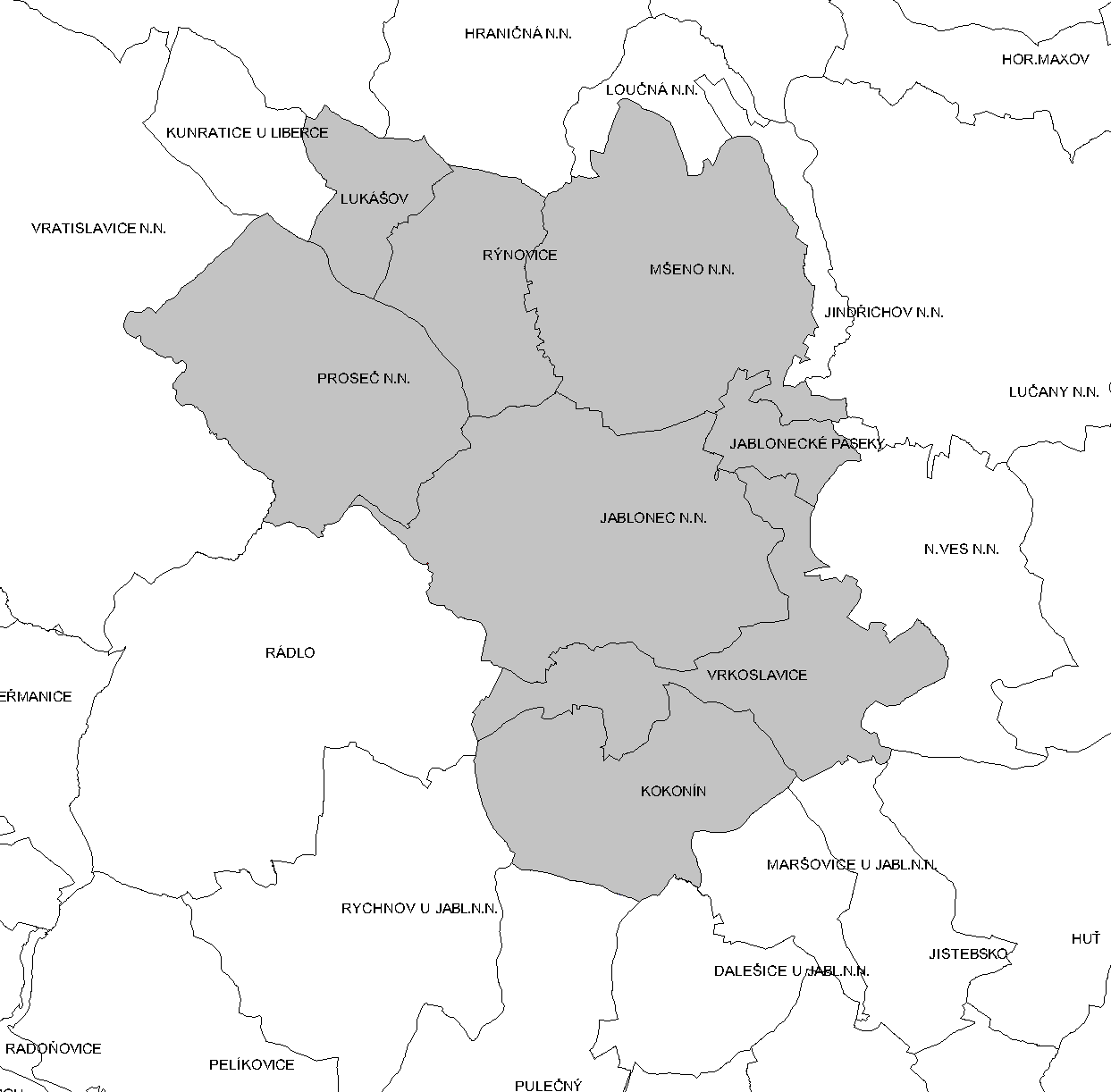
Katastrální území Jablonce nad Nisou

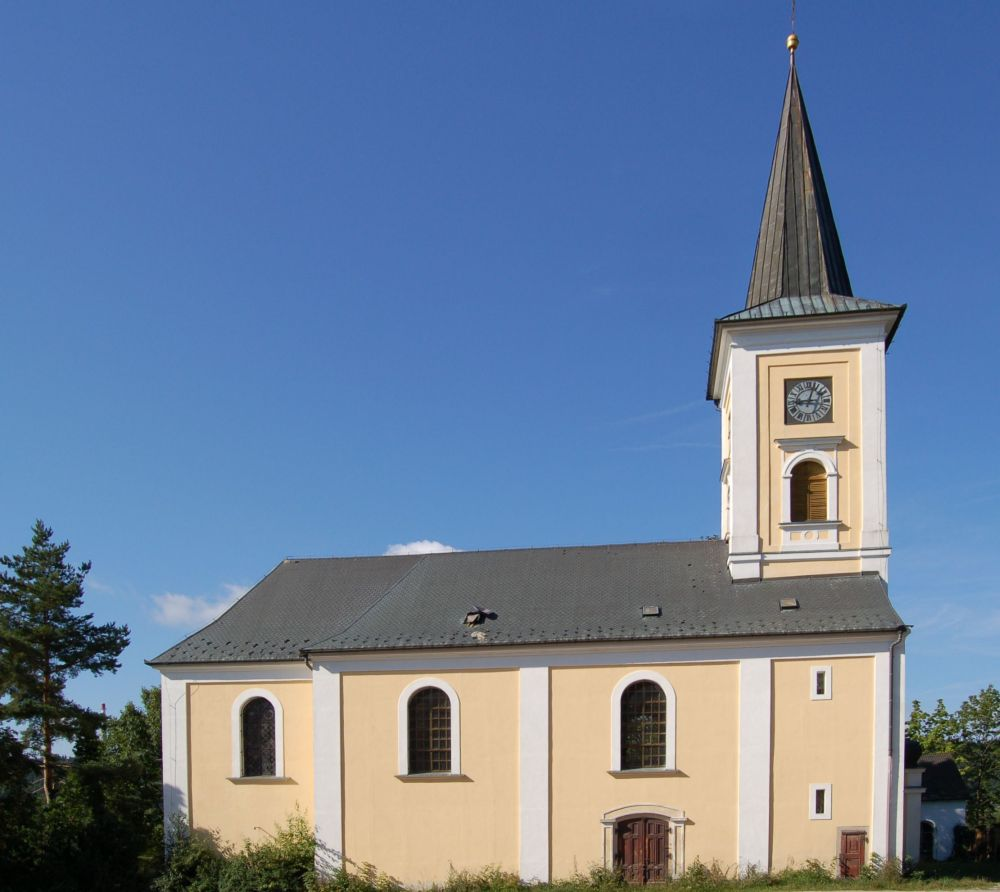
Kostel Sv. Ducha

První písemná zmínka je z roku 1559. Rýnovice často trpěly požáry a pohybem cizích vojsk (třicetiletá válka, napoleonské tažení a prusko-rakouská válka). Silnice ze Mšena na Lukášov a Liberec byla postavena v roce 1852. S Lukášovem byla obec spojena ve 2. polovině 19. století (do roku 1897). V roce 1900 byla obec napojena na tramvajovou síť z Jablonce nad Nisou.
Dominanta Rýnovic, kostel Sv. Ducha, pochází z let 1697–8 a rekonstruován byl v letech 1882 a 1995. Na vedlejším hřbitově dominuje hrobka rodiny Priebschů z let 1862–4. V roce 1910 žilo v Rýnovicích téměř 1150 lidí.
Až do konce 2. světové války byla obec osídlena hlavně německým obyvatelstvem. V letech 1945 až 1947 se zde nacházel jeden ze sběrných táborů sloužící také pro odsun německého obyvatelstva.  Bylo zde několik sklářských hutí a malých cihelen. Těsně před 2. světovou válkou se začal budovat komplex továren, který dnes tvoří průmyslovou zónu města Jablonec nad Nisou.
V roce 1960 byly Rýnovice sloučeny se Mšenem a v roce 1962 s Jabloncem nad Nisou.
Od 60. let se zde nachází Věznice Rýnovice. Dnešní ředitel vězení Vlastimil Kříž uvedl: „Každodenní historie Věznice Rýnovice se začala psát přesně 1. srpna roku 1968.“ Před svým propuštěním na základě prezidentské milosti Miloše Zemana v roce 2017 zde pobýval zřejmě nejznámější odsouzený v celé České republice – Jiří Kajínek.

## Současnost

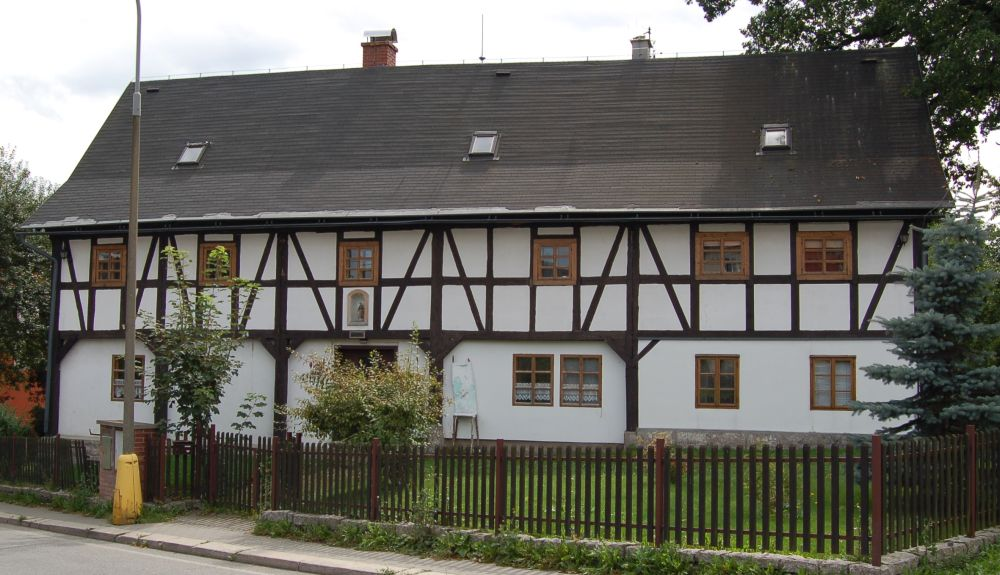
Dům česko-německého porozumění

Rýnovice se staly hlavní průmyslovou části Jablonce nad Nisou. V areálu bývalé automobilky LIAZ dnes sídlí několik průmyslových firem (např. TI Automotive, Benteler, Tedom). V sousedství pak stojí nové haly firem Raymond, Atrea nebo Jablotron. Na okraji Rýnovic směrem na Janov nad Nisou vyrostlo v letech 1988-1992 poslední jablonecké panelové sídliště.
Dnes žije v Rýnovicích téměř 2 200 obyvatel. Rekonstruován byl cenný hrázděný dům č. 24, kde dnes sídlí Dům česko-německého porozumění. V Rýnovicích je věznice s dozorem i ostrahou s přibližně 500 odsouzenými.